# Włóczęgostwo
Włóczęgostwo – sposób życia osób, które nie mają stałego zajęcia i stałego centrum życiowego, polegający na nieustannym przemieszczaniu się bez określonego celu, co wyróżnia włóczęgów z grona osób bezdomnych. Słownik języka polskiego PWN określa włóczęgostwo jako wędrówkę bez określonego celu. Według materiałów dydaktycznych policji bywa utożsamiane z żebractwem ruchomym. Jest też pojęciem bliskim bezdomności z wyboru.
Do XIX wieku włóczęgów nazywano najczęściej ludźmi luźnymi. Laudum Sejmiku Warszawskiego z 24 marca 1721, mówiło, iż luźni rozumieć się mają ex nobilibus, którzy żadnej posesji podatkowi publicznemu podległej nie mają ani pospolitego ruszenia nie odprawują; a zaś ex plebeis, którzy nikomu żadnej absolutnie pańszczyzny nie robią; a który by choć jeden dzień lub pól dnia pańszczyzny odrabiał, taki i taka za luźnych być nie mają poczytani.
Jean-Jacques Rousseau stwierdził, różnicując włóczęgę od podróży: Podróżować dla samej podróży - to słaniać się bez celu, uprawiać włóczęgę!. Polski socjolog, Krzysztof Podemski tak nakreślił różnicę pomiędzy włóczęgami a podróżnikami: Włóczędzy nie mają […] domu lub, jak kto woli, ich domem jest droga. Z faktu, że są permanentnie w ruchu, wynikają przy tym rozmaite ważne konsekwencje, na przykład w wypadku włóczęgów czas podróży nie jest przeciwstawiony czasowi rutynowemu, nie mają oni swojskiego środowiska, chyba że jest nim świat zajazdów, hoteli, dworców i innych wagabundów. Włóczęga nie jest obcy tam, jest obcy wszędzie. Nie jest obcy czasowo, jest obcy trwale.

Od połowy XIV wieku włóczęgostwo traktowano w Anglii jako zagrożenie dla ekonomicznej stabilności kraju. Po śmierci wielu ludzi zdolnych do pracy w 1348 (Wielka Zaraza) władcy tego kraju uznali włóczęgostwo za przestępstwo przeciwko prawu o pracownikach. W 1530 parlament brytyjski uznał za przestępcę każdego włóczęgę zdolnego do pracy. Dalsze surowe prawa w tym zakresie zostały uchwalone w XVI i XVII wieku, m.in. nakaz pracy dla wszystkich ubogich. W 1824 uchwalono akt o włóczęgostwie (ang. Vagrancy Act), co było pokłosiem obaw o narastanie tego problemu wśród byłych żołnierzy, którzy wrócili z wojen napoleońskich. § 3 tego aktu głosił:
Każdy kto włóczy się bez celu, stoi w miejscu publicznym, na ulicy, na drodze, na placu lub w przejściu z zamiarem żebrania lub zbierania jałmużny [...] będzie uznany za próżnującego i naruszającego ład i porządek.
Współcześnie w Wielkiej Brytanii włóczędzy (ang. vagant lub tramp) są traktowani przez pomoc społeczną jako odrębna kategoria osób bezdomnych, co znalazło odzwierciedlenie w wydanej w 2004 Encyklopedii bezdomności. W kręgu anglojęzycznym, a zatem również w USA, używa się na tę grupę ludzi określeń hobo, bum, bag ladies albo urban nomads. W Polsce Kazimierz Pospiszyl zdefiniował włóczęgostwo jako zespół różnego rodzaju oraz różnej etiologii stereotypowych dyspozycji psychicznych warunkujących stan ciągłej zmiany miejsca pobytu człowieka.  W okresie międzywojennym, Rozporządzenie Prezydenta Rzeczypospolitej z 14 października 1927 r. za włóczęgę uznawało tego kto bez pracy i środków do życia zmienia stale miejsce swego pobytu nie w celu znalezienia pracy. W okresie PRL włóczęgostwo oficjalnie nie istniało, jednak do lat 50. XX wieku można było za nie zostać skierowanym na przymusową rehabilitację poprzez pracę. Socjolog Jan Kuchta twierdził w 1936, że włóczędzy mają określone i niezależne od epoki predyspozycje psychiczne do włóczęgostwa, czym po raz pierwszy zwrócił uwagę na psychologiczny aspekt włóczęgostwa, które może być wynikiem zmian chorobowych w obrębie psychiki i przybierać postać poriomanii.
Włóczęgostwo (wiązane bardzo często z bezdomnością), bywa rozpatrywane jako specyficzna sytuacja życiowa, zjawisko społeczne, patologia społeczna i społeczny problem. Zarówno bezdomność, jak i włóczęgostwo uznawane są w kulturze europejskiej za przeszkody w rozwoju społeczeństwa obywatelskiego. Są zjawiskami kłopotliwymi i stanowiącymi obciążenie finansowe dla obywateli.
Historię przepisów o włóczęgostwie zebrał Robert Teir w monografii „Maintaining Safetyand Civility in Public Spaces: A Constitutional Approach to Aggressive Begging”.